# Mike Adenuga
Michael Adeniyi Agbolade Ishola Adenuga Jr, dit Mike Adenuga,  né le 29 avril 1953 est un homme d'affaires nigérian. Il est la deuxième personne la plus riche du pays et la septième personne la plus riche d'Afrique en mars 2016, avec 10,3 milliards de dollars (d'après Forbes). Il est marié et a sept enfants.

## Études
Il obtient un Master of Business Administration à la Pace University de New York.

## Parcours professionnel
Il détient la société Globacom (en), second opérateur de télécommunications au Nigéria, également présent au Ghana et au Bénin. Il détient également des participations dans l'Equitorial Trust Bank (en) et la société d'exploration pétrolière Conoil.

## Affaires judiciaires
En 2009 il est détenu pour blanchiment d'argent par la Commission des crimes économiques et financiers. Il fuit le Nigéria pour Londres jusqu'à ce que le régime de Umaru Musa Yar'Adua lui accorde son pardon.

## Prix et distinctions
- En 2012 il est nommé Grand commandeur de l'Ordre du Niger[4].